# Reserva natural nacional del manglar de Zhanjiang

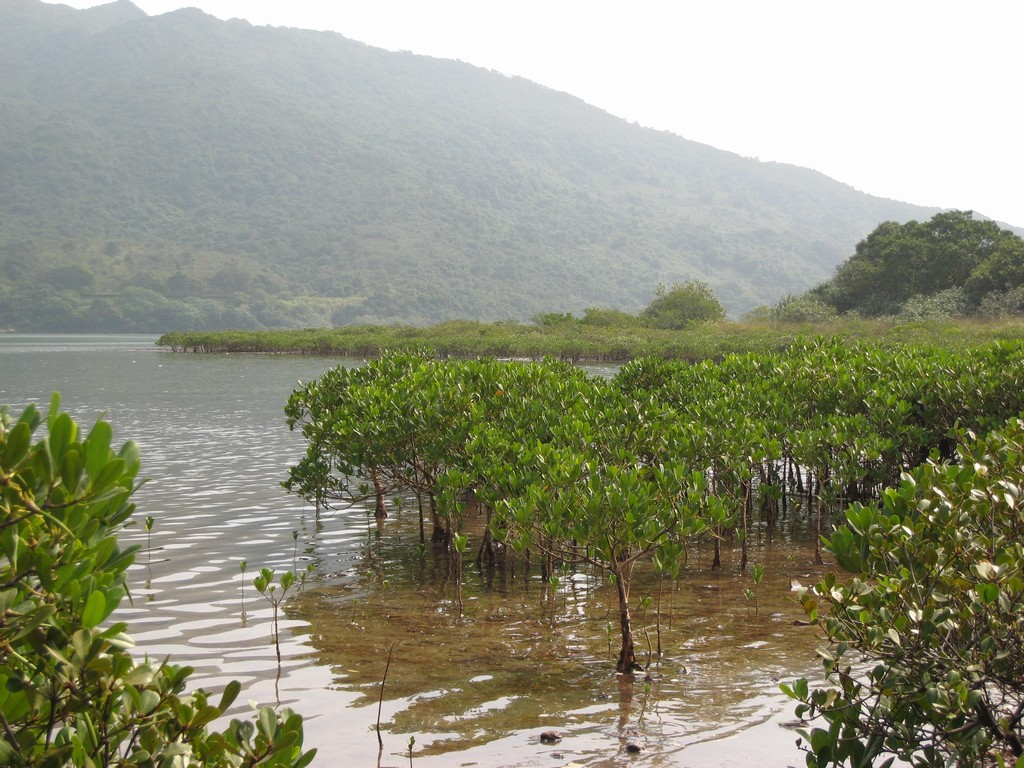
Aegiceras corniculatum o mangle negro, la especie dominante en Zhanjiang, cerca de Hong Kong

La Reserva natural nacional del manglar de Zhanjiang se encuentra en la prefectura de Zhanjiang, en la provincia de Guandong, en la orilla norte del mar de la China Meridional, en China. Es el mayor bosque de manglares protegido de China, situado a lo largo de la costa en la península de Leizhou, en el extremo meridional de China, entre el mar de la China meridional y el golfo de Tonkin, adyacente a la isla de Hainan.

## Características
Hay casi 10.000 hectáreas de manglares en Zhanjiang, que representan el 33 por ciento de China y el 78 por ciento de la provincia de Guangdong. En los últimos años el gobierno de Zhanjiang ha agregado 2000 hectáreas adicionales de manglares a su costa. Los manglares han llegado a simbolizar la ciudad de Zhanjiang, por lo que el gobierno ha hecho todo lo posible para proteger, preservar y hacer crecer sus bosques de manglares para convertirse verdaderamente en "una ciudad de manglares". Este deseo se reafirmó el 30 de diciembre de 2021. durante una reunión del gobierno celebrada para discutir acciones futuras para proteger, restaurar y hacer un mejor uso de los bosques.

## Flora  y fauna
Los manglares en Zhanjiang albergan una gran cantidad de biodiversidad, con 235 especies de aves registradas y 33 especies catalogadas como protegidas. Un estudio muestra que la flora está dominada por la especie de manglar Aegiceras corniculatum, que cubre el 42,4 por ciento de la reserva, seguido por Bruguiera gymnorhiza (bacao de Filipinas), Rhizophora stylosa y Kandelia candel (mangle rojo de la India).

#### Clima
Zhanjiang tiene un clima subtropical húmedo (Köppen Cwa), con inviernos cortos, templados y nublados y veranos largos, muy cálidos y húmedos. La temperatura media diaria mensual en enero es de 16,2 °C y en julio de 29,1 °C. Las temperaturas de verano e invierno son moderadas debido a la influencia del océano cercano. De abril a septiembre, las precipitaciones son más abundantes y frecuentes. En el año, caen unos 1800 mm, con un mínimo de 40 mm en enero y un máximo de 320 mm en agosto.

## Sitio Ramsar
En 2002, la reserva natural nacional se declara sitio Ramsar número 1157 (20°54′N 110°07′E).  Se dice que están presentes unas 24 especies de manglares. Durante la marea baja, grandes áreas de marismas brindan un excelente apoyo para las aves acuáticas migratorias. Los manglares son un santuario para los peces marinos, sustento para las aves y otra fauna, y protección costera contra las olas, las mareas y las marejadas ciclónicas. El área costera y de bajura apoya la pesca y la acuicultura económicas para la población local. El desarrollo agrícola y urbano y la piscicultura han destruido gran parte de las antiguas áreas de manglares, pero un programa integral de manejo y forestación para la Reserva, apoyado por los Países Bajos, promete detener estos impactos. La contaminación de los océanos por petróleo y metales pesados ha estado causando estragos, hasta que en 2021 se decidió revertir la aituación.